# Berardo Eroli

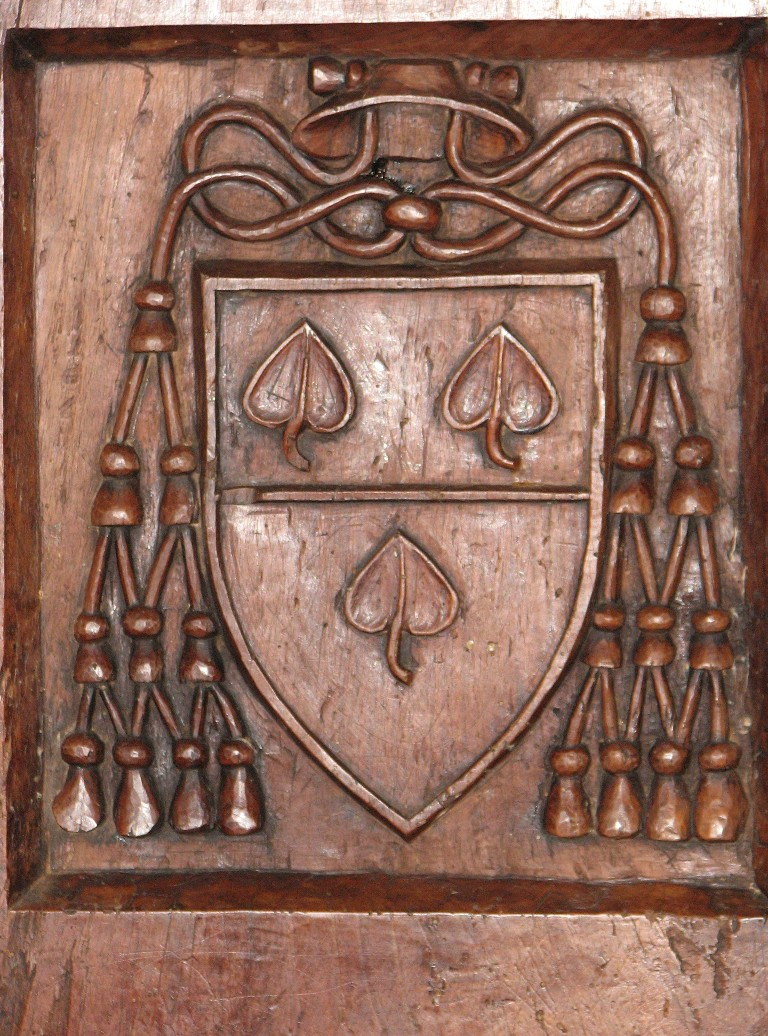
Kardinalswappen im Chor der Kirche S. Giovenale in Narni

Berardo Eroli (* 1409 in Narni; † 2. April 1479 in Rom; auch: Bernardo Eroli, Berardo Eruli oder Bernardo Eruli) war ein italienischer Kardinal des 15. Jahrhunderts.

## Leben

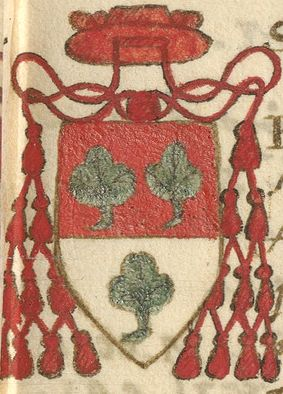
Kardinalswappen

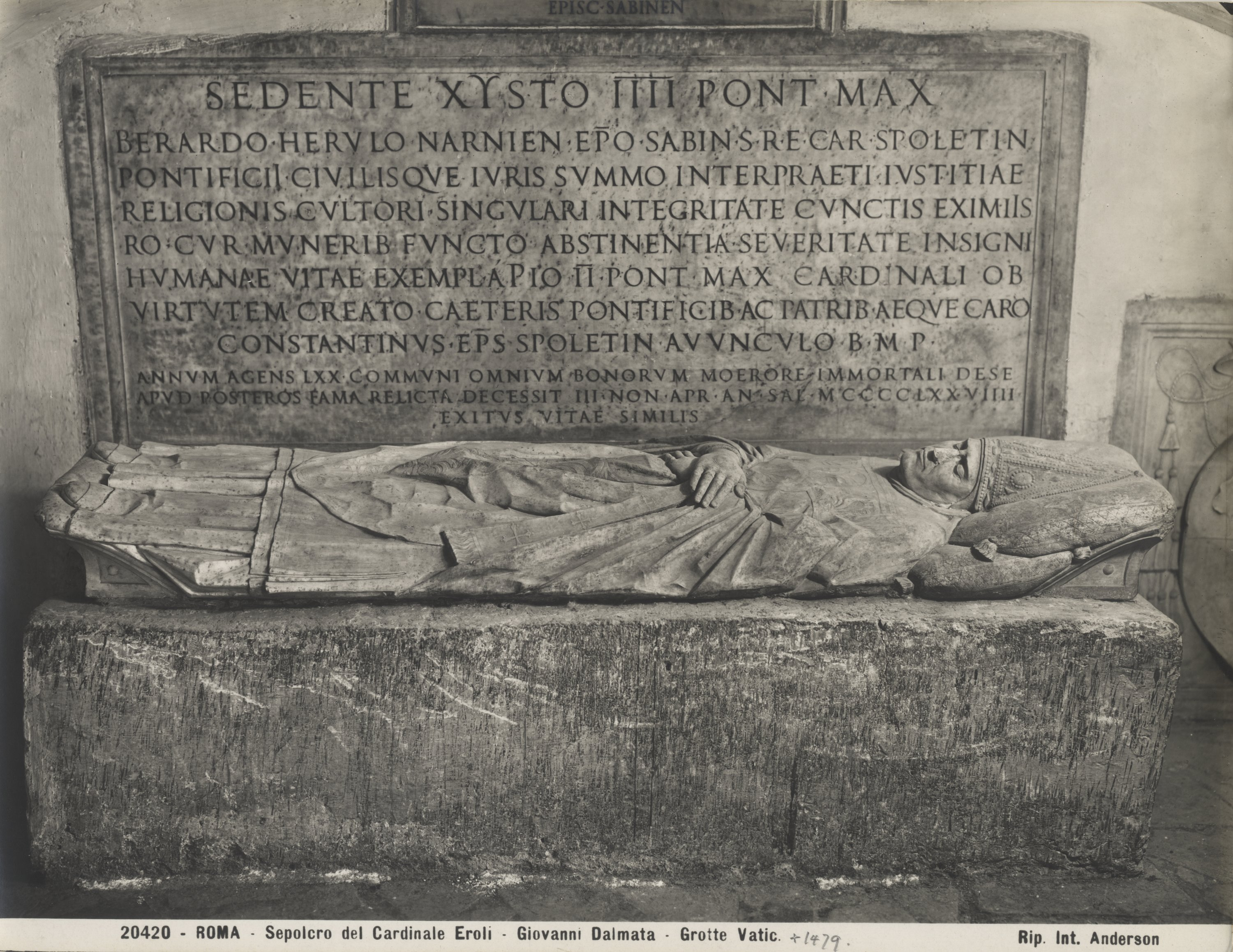
Grabmal des Kardinals (Vatikanische Grotten)

Berardo Eroli studierte in Rom Zivil- und Kirchenrecht. Unter Papst Nikolaus V. begann seine Karriere an der Kurie. 1448 wurde Eroli Bischof von Spoleto. Ein Jahr später wurde er Generalvikar der Diözese Rom, was er auch unter den Nachfolgern Calixt III. und Pius II. blieb.
Pius II. erhob Eroli am 5. März 1460 zum Kardinalpriester von Santa Sabina. Das Konsistorium wurde in Siena abgehalten. Pius II. übertrug ihm während seines Pontifikates auch andere wichtige Aufgaben, die seine juristischen Kenntnisse forderten. So wurde er 1462 Legat in Perugia. Als Pius II. im Sommer 1464 nach Ancona aufbrach, von wo aus er einen von ihm geplanten Kreuzzug starten wollte, begleitete ihn Kardinal Eroli. Der zu diesem Zeitpunkt kranke Papst starb wenige Wochen später. Am Konklave zur Wahl des Nachfolgers nahm er nicht teil. 1466 bis 1467 war er Kämmerer des Heiligen Kardinalskollegiums. Berardo Eroli nahm am Konklave von 1471 teil, in dem Sixtus IV. gewählt wurde. Der neue Papst nahm ihn 1474 in die Reihe der Kardinalbischöfe auf und verlieh ihm das suburbikarische Bistum Sabina. Im selben Jahr legte er die Leitung des Bistums Spoleto zugunsten eines Neffen nieder.
Berardo Eroli ließ noch ein Hospital und ein Kloster in seiner Heimatstadt Narni errichten und starb schließlich in Rom. Sein Grab befindet sich in der Vatikanbasilika.